# Gymnerythrops anomala
Gymnerythrops anomala är en kräftdjursart som beskrevs av Hansen 1910. Gymnerythrops anomala ingår i släktet Gymnerythrops och familjen Mysidae. Inga underarter finns listade i Catalogue of Life.